# Centro de Martilleros y Corredores Públicos de La Matanza
El Centro de Martilleros y Corredores Públicos de La Matanza es una asociación gremial sin fines de lucro que defiende los derechos de los martilleros y corredores públicos del partido de La Matanza, provincia de Buenos Aires, Argentina. Además, el Centro realiza obras de interés público y administra una revista de promoción de venta de propiedades que se llama "Cartelera Inmobiliaria". Actualmente tiene alrededor de 300 asociados.
El Centro se fundó hace 42 años aproximadamente y comenzó con reuniones informales en la Asociación Vecinal de Villa Dorrego. Actualmente, posee una sede en la localidad de San Justo, partido de La Matanza, de más de 600 metros cuadrados cubiertos, donde funciona el Colegio de Martilleros y Corredores Públicos del Departamento Judicial La Matanza, una sela de subastas y salas de reuniones.

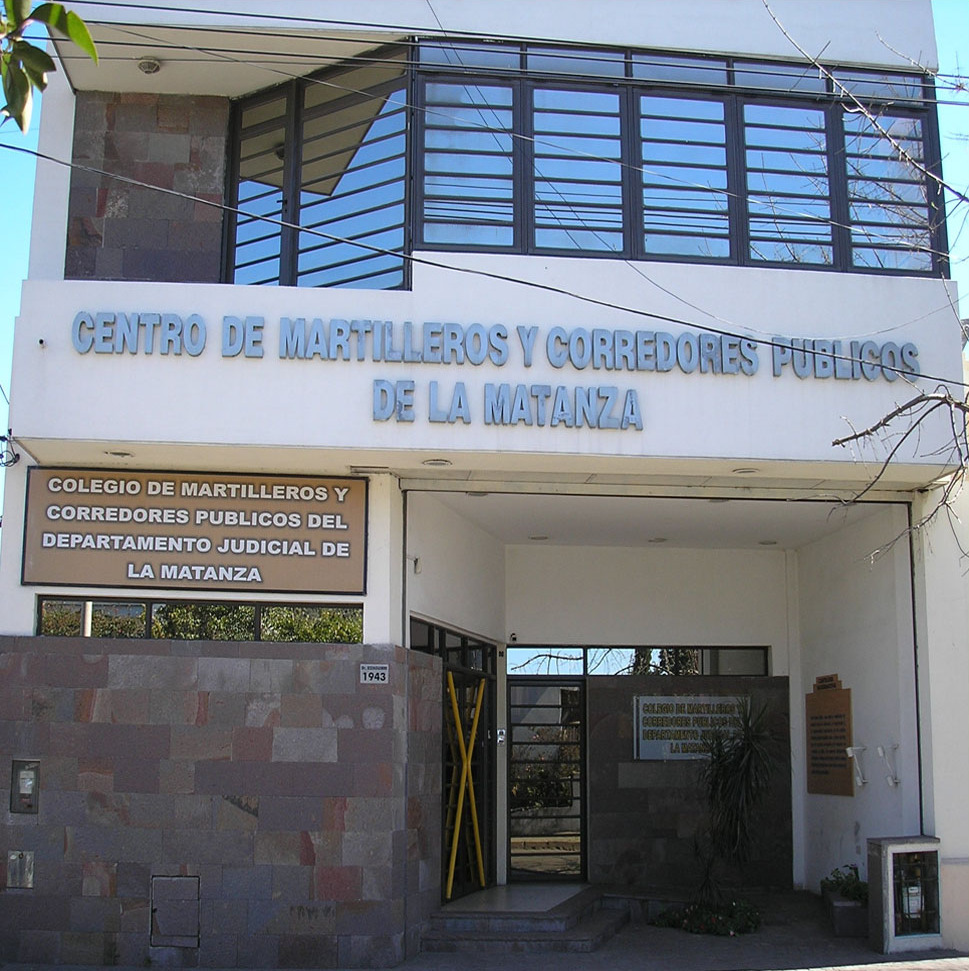
Edificio del Centro de Martilleros y Corredores Públicos de La Matanza, Argentina.

El Centro se mantiene económicamente con el pago de las cuotas de los socios, las donaciones y la recaudación por el alquiler del salón de subastas principalmente, aunque también suelen realizarse rifas, exposiciones o fiestas para recaudar fondos que permitan financiar el crecimiento y mantenimiento de la institución.
La actividad principal del Centro es actuar como ente gremial que defiende los derechos de los profesionales del área. Algunas de las conquistas realizadas son: evitar que los corredores inmobiliarios abonen concepto alguno por habilitación de sus locales, permitir la colocación de carteles de venta en las propiedades en forma gratuita y sin pagar impuestos por publicidad (carteles de hasta 1 metro cuadrado) y publicar propiedades en venta en la revista Cartelera a un bajo costo.

## Enlaces
Centro de Martilleros y Corredores Públicos de La Matanza
- Datos: Q6408882